# Ехзен
Ехзен (нім. Oechsen) — громада в Німеччині, розташована в землі Тюрингія. Входить до складу району Вартбург. Складова частина об'єднання громад Дермбах.
Площа — 12,49 км2. Населення становить 605 ос. (станом на 31 грудня 2021).